# فلاكبانزر جيبارد
فلاكبانزر جيبارد هو مدفع ألماني ذاتي الدفع مضاد للطائرات. تم تطويره في الستينيات ودخل للخدمة في سبعينيات القرن الماضي، تم ترقيته عدة مرات باستخدام أحدث الأجهزة الإلكترونية. شكل هذا المدفع العامود الفقري للدفاع الجوي للجيش الألماني وعدد من دول الناتو الأخرى. في ألمانيا تم التخلص التدريجي من المدفع جيباد في أواخر عام 2010 ليحل محله "Leichtes Flugabwehrsystem (LeFlaSys)"، وهو نظام دفاع جوي ثابت يستخدم صاروخ LFK NG ونظام مدفع MANTIS الجديد. 
تعتمد السيارة الحاملة للمدفع على هيكل دبابة ليوبارد 1  مع برج كبير دوار بالكامل.

## أشكال مختلفة
هناك نوعان مختلفان من جيباد في الخدمة؛ الهولندي لديه تثبيت رادار مختلف. 
وصلة=|حدود  ألمانيا
1. ↑   http://military-informer.narod.ru/Gepard.html. {{استشهاد ويب}}: |url= بحاجة لعنوان (مساعدة) والوسيط |title= غير موجود أو فارغ (من ويكي بيانات) (مساعدة)
2. 1 2  Tanks and armored fighting vehicles : visual encyclopedia. New York, N.Y.: Chartwell Books. 2012. ص. 298. ISBN:9780785829263. OCLC:785874088.
3. ↑  "The "Cheetah" has served its purpose" (بالألمانية). KN-Online. 9 Mar 2010. Archived from the original on 2011-09-27. Retrieved 2010-04-16.

## روابط خارجية
- صور Gepard والمشي حول برايم بورت
- جيبارد في تكنولوجيا الجيش
- Gepard في GlobalSecurity.org
- جيبارد في مجلة الدفاع